# Ane (pel·lícula)
Ane és una pel·lícula espanyola de thriller del 2020 dirigida per David Pérez Sañudo. Va tenir una bona acollida al Festival Internacional de Cinema de Sant Sebastià 2020 i va rebre el premi Irizar. Es va estrenar el 16 d'octubre de 2020 al País Basc.
La pel·lícula ha estat nominada a cinc Premis Goya i tres Premis Feroz.

## Sinopsi
Lide, una mare jove, treballa com a vigilant de seguretat per a un projecte d'enginyeria que té part de la seva comunitat en peu de guerra. Aquest drama es palesa en comparació quan, un dia, s'aixeca per comprovar que la seva filla Ane no és a casa ni que ha dormit al seu llit.
Ni els personatges de la pel·lícula ni l'espectador veuen a Ane i la tensió augmentada a la comunitat sembla augmentar el buit que ha deixat. Mentre Lide es dirigeix cap a la seva exparella Fernando (Mikel Losada), el pare d'Ane, per obtenir ajuda, es fa evident que d'alguna manera té por d'aquesta filla invisible.

## Repartiment
- Mikel Losada: Fernando
- Patricia López Arnaiz: Lide
- Gorka Aginagalde: Jorge
- Fernando Albizu: director de lescola
- Nagore Aranburu: Isabel
- Iñaki Ardanaz: Txepo
- Karlos Aurrekoetxea: Rojas
- Leo Blanco: Koldo
- David Blanka: Peio
- Luis Callejo: Eneko
- Miren Gaztañaga
- Lorea Ibarra: Maitane
- Aia Kruse: Leire
- Karmele Larrinaga: Carmen
- Amaia Lizarralde: Laura
- Lander Otaola: Andoni Urtubi
- Ane Pikaza: Miren
- Erik Probanza: Iker
- Fernando Pérez Sañudo: Noi del mercat
- Gaizka Ugarte: Karlos
- Jone Laspiur: Ane

## Premis
| Premis       | Categoria                   | Nominada                          | Resultat   |
| ------------ | --------------------------- | --------------------------------- | ---------- |
| Premis Goya  | Millor pel·lícula           | Millor pel·lícula                 | Nominat    |
| Premis Goya  | Millor director novell      | David Pérez Sañudo                | Nominat    |
| Premis Goya  | Millor guió adaptat         | Marina Parés i David Pérez Sañudo | Guanyadors |
| Premis Goya  | Millor actriu               | Patricia López Arnaiz             | Guanyadora |
| Premis Goya  | Millor actriu revelació     | Jone Laspiur                      | Guanyadora |
| Premis Feroz | Millor pel·lícula dramàtica | Millor pel·lícula dramàtica       | Nominat    |
| Premis Feroz | Millor guió                 | Marina Parés i David Pérez Sañudo | Nominat    |
| Premis Feroz | Millor actriu               | Patricia López Arnaiz             | Guanyadora |